# 駐日サウジアラビア王国大使館

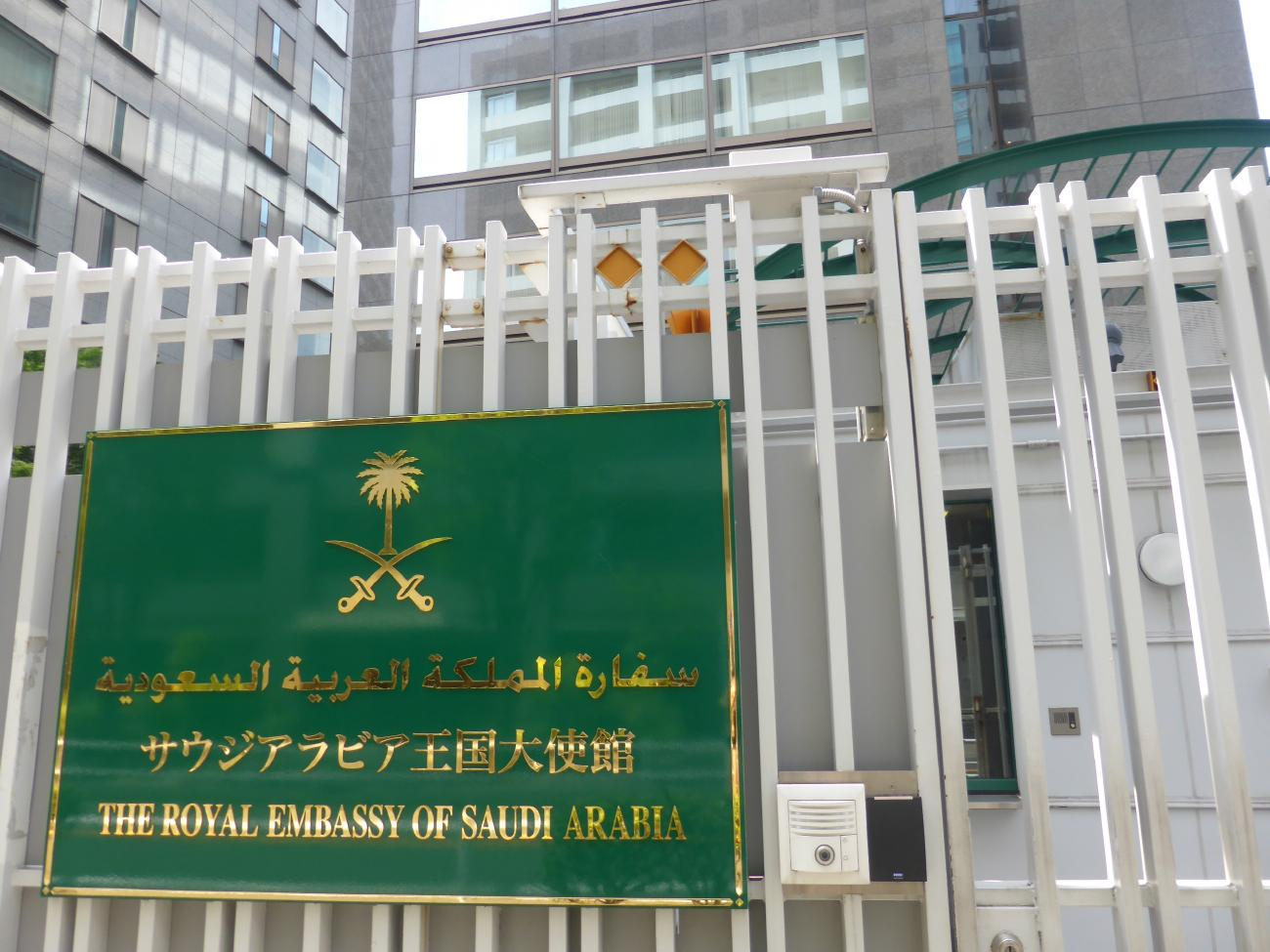
サウジアラビア大使館ネームプレート

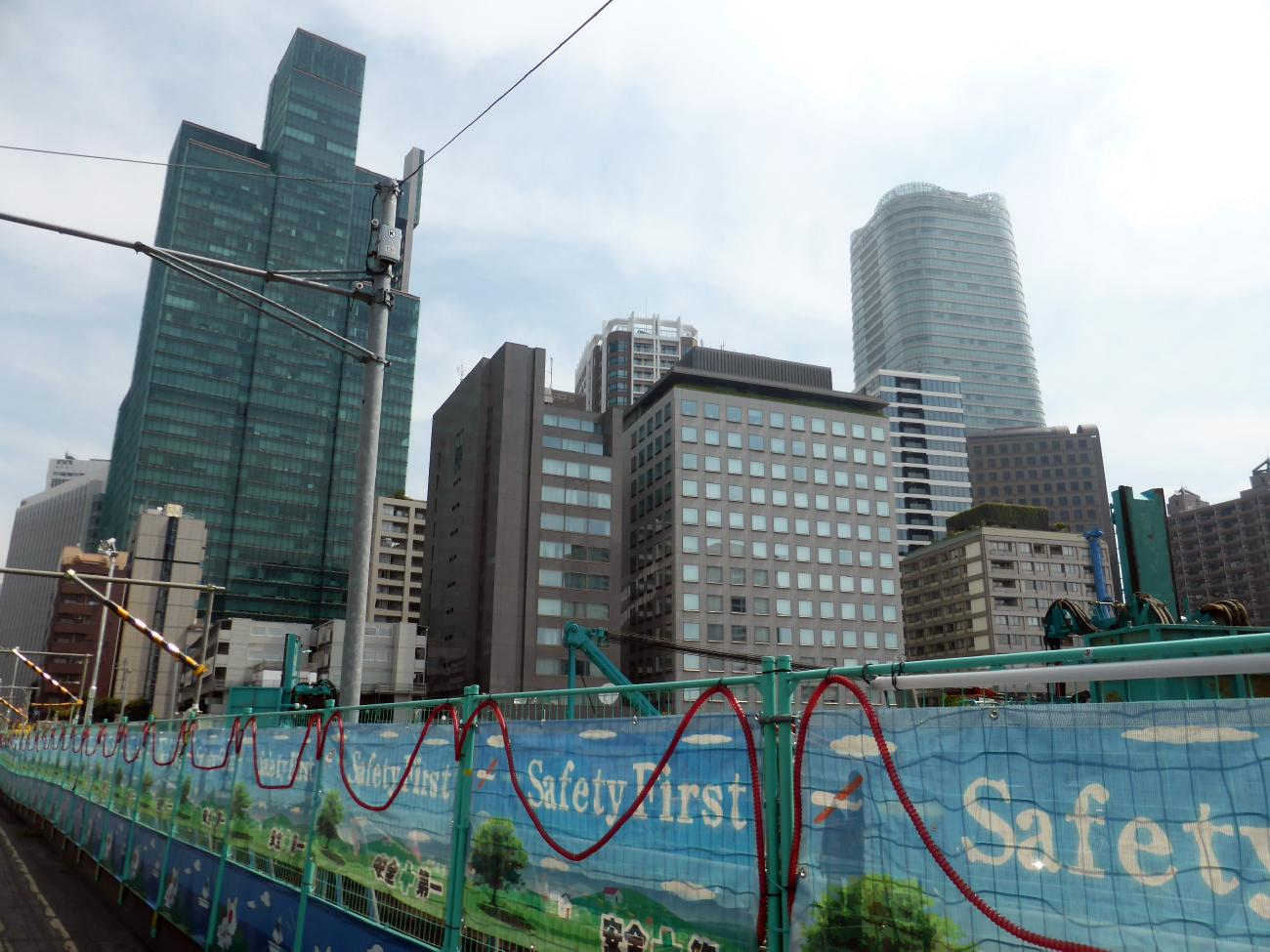
サウジアラビア大使館背面

駐日サウジアラビア王国大使館（アラビア語: سفارة المملكة العربية السعودية في اليابان、英語: Embassy of the Kingdom of Saudi Arabia in Japan / Royal Embassy of Saudi Arabia in Japan）は、サウジアラビアが日本の首都東京に設置している大使館である。1958年に開設された。

## 所在地
| 日本語     | 〒106-0032 東京都港区六本木一丁目8-4                                                |
| アラビア語 | روبونغي 4-8-1، ميناتو-كو، طوكيو 0032-106 / روبونغي ٤-٨-١، ميناتو-كو، طوكيو ٠٠٣٢-١٠٦ |
| 英語       | 1-8-4, Roppongi, Minato-ku, Tokyo 106-0032                                          |

- アクセス：東京メトロ南北線六本木一丁目駅2番出口

## 歴代の特命全権大使
2024年5月10日より、ガーズィー・ファイサル・ビン・ザグルが特命全権大使を務めている。

## 不祥事
都迷惑防止条例違反（痴漢）容疑
2024年12月６日、在日サウジアラビア大使館の外交官だった男（当時30代）を六本木のラウンジにて女性（当時２０代）の胸を触った疑いで、都迷惑防止条例違反（痴漢）容疑で東京地検に書類送検されたことが判明した。一部報道によると、外交官だった男は任意の事情聴取に「テキーラを飲んだ」と話していたとさもれ、不逮捕特権にて逮捕されないまま先月（１１月）に帰国したとされる。ちなみにサウジアラビアでは酒類の販売や消費が禁止されている

## 関連施設
- 大使館文化部 - 東京都中野区中央2丁目37-3に所在。

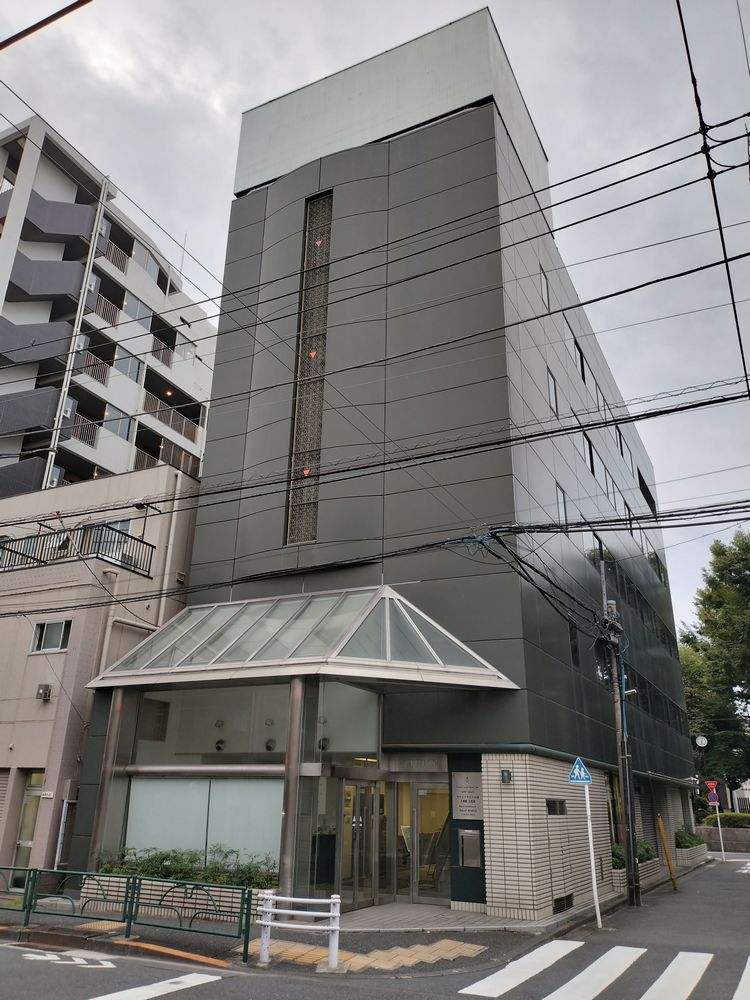
文化部の入る建物
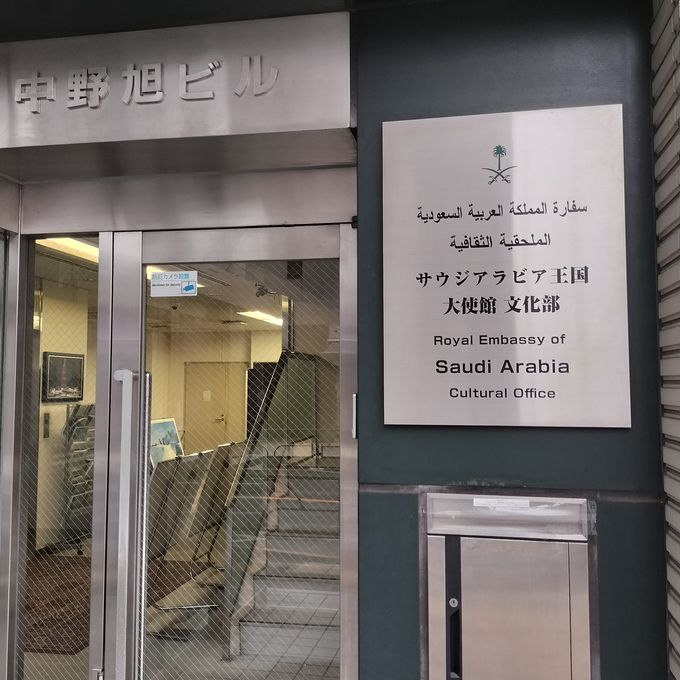
文化部の館銘板